# Sunifredo II d'Urgell
Sunifredo, Sunifredo anche in spagnolo, in portoghese e 'in galiziano, Sunifred in francese e in catalano. Sunicfredus in latino (verso la fine IX secolo – 948), fu conte di Urgell dall'897 alla sua morte.

## Origine
Era il figlio maschio quintogenito del conte d'Urgell, della Cerdagna, di Gerona, di Conflent, d'Osona, e di Barcellona, Goffredo il Villoso e di Guinidilda († prima del 904), che, secondo la storica britannica Alison Weir era figlia di Baldovino I delle Fiandre, anche secondo la Crónica de San Juan de la Peña, al capitolo XXIII e l'Ex Gestis Comitum Barcinonensium e di Giuditta, la figlia del re dei Franchi occidentali, Carlo il Calvo. Mentre alcuni storici catalani sostengono che fosse d'origine catalana, forse figlia di Mirò I (quindi nipote di Goffredo il Villoso) conte di Rossiglione, oppure di Borrell, Conte di Cerdagna, Urgell e Osona oppure ancora di Sunifredo.

## Biografia

La penisola iberica nella prima metà del X secolo. La marca di Spagna è vassallo del regno di Francia

Riguardo alla sua origine lo storico catalano Pròsper de Bofarull i Mascaró afferma che viene confermata da una donazione fatta nel 939 dal conte Sunifredo in onore dei suoi genitori che si trova nell'archivio del monastero di San Pablo del Campo.
Sunifredo successe al padre, nell'897, quando unitamente ai fratelli Goffredo Borrell (che guidava i fratelli), Miró e Sunyer, ereditò le contee di Barcellona, Gerona, Osona, Cerdagna e Urgell, che, in un secondo tempo, furono così divise:
- a Goffredo Borrell e Sunyer, ancora in minor età, andarono le contee di Barcellona, Girona ed Osona,
- a Sunifredo la contea d'Urgell, ed
- a Miró le contee di Cerdagna e Conflent.

Che a Sunifredo fosse toccata la contea di Urgell è confermato ancora dal Bofarull i Mascaró tramite una donazione del 936, fatta assieme alla moglie, dove si definisce conte d'Urgell. Questa notizia è stata tratta dai Capitularia Regnum Francorum di Stephano Baluzio.
Da quest'ultima donazione si conosce il nome della moglie, Adelaide, che, ancora secondo il Bofarull i Mascaró, era la figlia di suo fratello Sunyer; questa convinzione è dedotta da una donazione del 907, di una contessa Adelaide (Adalaiz), che si dichiara figlia del conte Sunyer (Suniario) e della contessa Richilde (Richildis), la donazione MMXLII della Coleccion diplomatica del Contado de Besalù, Tomo XV-IV,.
Mentre secondo altri era Adelaide di Tolosa, la figlia di Armengol conte di Rouergue.
Di Sunifredo non si hanno altre notizie.
Alla morte di Sunifredo, nel 948, no avendo figli maschi ancora in vita, la contea passò ai nipoti, i conti di Barcellona, Mirò I (948-966) e Borrell II (948-992), che, dopo la morte del fratello, regnò da solo.
La moglie, Adelaide, l'anno dopo, si ritirò nel convento di Sant Joan de les Abadesses, vicino a Ripoll.

## Discendenza
Sunifredo e Adelaibe ebbero un figlio, mentre secondo altri ne ebbero tre:
- Borrell di Urgell (?-dopo il 12 luglio 936, ma molto probabilmente, prima del padre, morto nel 948), che è citato nella donazione di cui sopra, del 936, assieme ai genitori[8]
- Armengol (?-?), molto probabilmente premorto al padre[12]
- Gisela che sposò Bernardo di Conflent[12]

## Ascendenza
|                           |        |                          | Genitori               |  |  | Nonni |  |  | Bisnonni         |  |  | Trisnonni |  |
|                           |        |                          |                        |  |  |       |  |  | Borrell di Osona |  |  | …         |  |
|                           |        |                          |                        |  |  |       |  |  | Borrell di Osona |  |  | …         |  |
|                           |        | …                        |                        |  |  |       |  |  | Borrell di Osona |  |  |           |  |
| Sunifredo I di Barcellona |        |                          |                        |  |  |       |  |  | Borrell di Osona |  |  |           |  |
|                           |        | …                        | …                      |  |  |       |  |  |                  |  |  |           |  |
|                           |        | …                        | …                      |  |  |       |  |  |                  |  |  |           |  |
|                           |        | …                        | …                      |  |  |       |  |  |                  |  |  |           |  |
| Goffredo il Villoso       |        | …                        |                        |  |  |       |  |  |                  |  |  |           |  |
|                           |        | …                        | …                      |  |  |       |  |  |                  |  |  |           |  |
|                           |        | …                        | …                      |  |  |       |  |  |                  |  |  |           |  |
|                           |        | …                        | …                      |  |  |       |  |  |                  |  |  |           |  |
| Ermessinda                |        | …                        |                        |  |  |       |  |  |                  |  |  |           |  |
|                           |        | …                        | …                      |  |  |       |  |  |                  |  |  |           |  |
|                           |        | …                        | …                      |  |  |       |  |  |                  |  |  |           |  |
|                           |        | …                        | …                      |  |  |       |  |  |                  |  |  |           |  |
| Sunifredo II d'Urgell     |        | …                        |                        |  |  |       |  |  |                  |  |  |           |  |
|                           | Odacre | Enguerrand delle Fiandre |                        |  |  |       |  |  |                  |  |  |           |  |
|                           | Odacre | Enguerrand delle Fiandre |                        |  |  |       |  |  |                  |  |  |           |  |
|                           | Odacre | …                        |                        |  |  |       |  |  |                  |  |  |           |  |
| Baldovino I di Fiandra    | Odacre |                          |                        |  |  |       |  |  |                  |  |  |           |  |
|                           |        | …                        | …                      |  |  |       |  |  |                  |  |  |           |  |
|                           |        | …                        | …                      |  |  |       |  |  |                  |  |  |           |  |
|                           |        | …                        | …                      |  |  |       |  |  |                  |  |  |           |  |
| Guinidilda d'Empúries     |        | …                        |                        |  |  |       |  |  |                  |  |  |           |  |
|                           |        | Carlo il Calvo           | Ludovico il Pio        |  |  |       |  |  |                  |  |  |           |  |
|                           |        | Carlo il Calvo           | Ludovico il Pio        |  |  |       |  |  |                  |  |  |           |  |
|                           |        | Carlo il Calvo           | Giuditta di Baviera    |  |  |       |  |  |                  |  |  |           |  |
| Giuditta                  |        | Carlo il Calvo           |                        |  |  |       |  |  |                  |  |  |           |  |
|                           |        | Ermentrude d'Orléans     | Oddone d'Orléans       |  |  |       |  |  |                  |  |  |           |  |
|                           |        | Ermentrude d'Orléans     | Oddone d'Orléans       |  |  |       |  |  |                  |  |  |           |  |
|                           |        | Ermentrude d'Orléans     | Engeltrude di Fézensac |  |  |       |  |  |                  |  |  |           |  |
|                           |        | Ermentrude d'Orléans     |                        |  |  |       |  |  |                  |  |  |           |  |

### Fonti primarie
- (LA)  Rerum Gallicarum et Francicarum Scriptores, Tomus IX.

### Letteratura storiografica
- Rafael Altamira, Il califfato occidentale,  in «Storia del mondo medievale», vol. II, 1999, pp. 477–515.
- René Poupardin, I regni carolingi (840-918), in «Storia del mondo medievale», vol. II, 1999, pp. 583–635.
- (LA)  Colección diplomática del Condado de Besalú, tomus XV.
- (EN) The Development of Southern French and Catalan Society, 718-1050, su libro.uca.edu.
- (CA)  Crónica de San Juan de la Peña.